# Ніколетта Кіш
Ніколетта Кіш (угор. Nikoletta Kiss, 29 квітня 1997) — угорська плавчиня. Учасниця Чемпіонату світу з водних видів спорту 2015, де в марафонському плаванні на дистанції 25 км посіла 14-те місце.